# المحيي (أسماء الله الحسنى)
المحيي هو صفة من صفات الله في الإسلام، وهي صفة ثابتة في القرآن والسنة النبوية، فالمحيي والمميت صفتان فعليتان خاصتان بالله، ومعناه أن الله هو الذي أحيا جميع المخلوقات، وسيُحييهم يوم القيامة ليحاسبهم على أعمالهم.

## ورود الصفة في القرآن والسنة

### في القرآن الكريم
ورد آيات كثيرة في القرآن الكريم تؤكد صفة المحيي، منها:
- ﴿كَيْفَ تَكْفُرُونَ بِاللَّهِ وَكُنْتُمْ أَمْوَاتًا فَأَحْيَاكُمْ ثُمَّ يُمِيتُكُمْ ثُمَّ يُحْيِيكُمْ ثُمَّ إِلَيْهِ تُرْجَعُونَ ۝٢٨﴾ سورة البقرة: 28
- ﴿وَهُوَ الَّذِي أَحْيَاكُمْ ثُمَّ يُمِيتُكُمْ ثُمَّ يُحْيِيكُمْ إِنَّ الْإِنْسَانَ لَكَفُورٌ ۝٦٦﴾ سورة الحج:66
- ﴿وَمِنْ آيَاتِهِ أَنَّكَ تَرَى الْأَرْضَ خَاشِعَةً فَإِذَا أَنْزَلْنَا عَلَيْهَا الْمَاءَ اهْتَزَّتْ وَرَبَتْ إِنَّ الَّذِي أَحْيَاهَا لَمُحْيِي الْمَوْتَى إِنَّهُ عَلَى كُلِّ شَيْءٍ قَدِيرٌ ۝٣٩﴾ سورة فصلت:39

### في السنة النبوية
- عن حذيفة بن اليمان قال:[2] «كان النَّبيُّ ﷺ إذا أوى إلى فراشِه قال: (اللَّهمَّ باسمِك أموتُ وأحيا) وإذا استيقَظ قال: ( الحمدُ للهِ الَّذي أحيانا بعدَما أماتنا وإليه النُّشورُ»
- عن أنس بن مالك عن النبي قال:[3] «لا يَتمنَّينَّ أحدُكمُ الموتَ مِن ضُرٍّ أصابَهُ، فإن كانَ لا بدَّ فاعِلًا، فليقُلْ اللَّهُمَّ أحيِني ما كانتِ الحياةُ خَيرًا لي، وتوفَّني إذا كانتِ الوفاةُ خَيرًا لي»

### الأقوال في معناه
- قال البيهقي:[4] «المحيي: هو الذي يحيي النطفة الميتة، فيخرج منها النسمة الحية، ويحيي الأجسام البالية بإعادة الأرواح إليها عند البعث، ويحيي القلوب بنور المعرفة، ويحيي الأرض بعد موتها؛ بإنزال الغيث، وإنبات الرزق.»

## وصلات خارجية
- اسم الله المحيي المميت، شرح أسماء الله الحسنى، محمد راتب النابلسي